# Richard Jacques

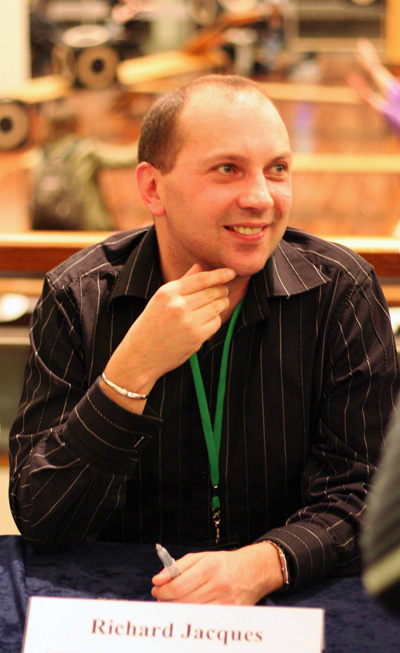
Richard Jacques (2007)

Richard Jacques (* 2. April 1973 in Leamington Spa, England) ist ein britischer Komponist, der hauptsächlich Videospielmusik schreibt.

## Biografie
Richard Jacques begann bereits in seiner Kindheit Musik zu komponieren. Später studierte er an der Colchester Institute School of Music und der Wells Cathedral School. Nachdem er 1995 seinen Abschluss mit einem Bachelor an der Royal Academy of Music erhalten hatte, begann er kurze Zeit später für Sega Europa als Komponist zu arbeiten. Er begann für die Computerspieler Sonic 3D: Flickies' Island und Sonic R, die jeweils auf der Figur Sonic basieren, Musik mit größeren Einflüssen aus dem Eurodance, Jazz und Power Pop zu komponieren. Seitdem war Jacques unter anderem für die Musik von Spielen wie Starship Troopers, Mass Effect und zuletzt LittleBigPlanet 2 verantwortlich. Vereinzelt komponierte er auch Musik zu Werbespots und Fernsehshows.

## Videospielkompositionen (Auswahl)
- 1996: Sonic 3D: Flickies’ Island
- 1997: Sonic R
- 2000: Metropolis Street Racer
- 2002: Jet Set Radio Future
- 2004: Headhunter: Redemption
- 2005: Starship Troopers
- 2007: Mass Effect
- 2008: Highlander: The Game
- 2009: Sonic und der Schwarze Ritter
- 2010: James Bond 007: Blood Stone
- 2011: LittleBigPlanet 2
- 2011: Sonic Generations